# دنی فیلیسکیرک
 دنی فیلیسکیرک  (به انگلیسی: Danny Philliskirk) (زاده ۱۰ آوریل ۱۹۹۱ - اولدهام) بازیکن فوتبال انگلیسی و تیم فوتبال زیر ۱۷ سال انگلیس است.